# راسل پاکر
راسل پاکر (انگلیسی: Russell Packer؛ زادهٔ ۹ اکتبر ۱۹۸۹) ورزشکار راگبی لیگ اهل نیوزیلند است که در تیم «St. George Illawarra Dragons» در لیگ ملی راگبی بازی می‌کند.